# Hydractinia nassa
Hydractinia nassa är en nässeldjursart som beskrevs av Wilfrid Arthur Millard 1959. Hydractinia nassa ingår i släktet Hydractinia och familjen Hydractiniidae. Inga underarter finns listade i Catalogue of Life.